# 湯前駅
湯前駅（ゆのまええき）は、熊本県球磨郡湯前町にあるくま川鉄道湯前線の駅。同線の終着駅である。駅番号は14。

## 歴史
- 1924年（大正13年）3月30日：鉄道省の駅として開業[1]。
- 1949年（昭和24年）6月1日：日本国有鉄道の駅となる。
- 1970年（昭和45年）11月15日：駅構内で入換中の貨車2両が本線に進入して暴走。多良木駅手前に停車していたディーゼルカーと衝突する事故が発生[2]。詳細は「湯前線多良木 - 東免田間列車衝突事故」を参照。
- 1971年（昭和46年）2月20日：業務委託駅となる[3]。
- 1974年（昭和49年）10月1日：貨物取扱廃止[1]。
- 1984年（昭和59年）2月1日：荷物扱い廃止[1]。
- 1987年（昭和62年）4月1日：国鉄分割民営化に伴い九州旅客鉄道（JR九州）の駅となる[1]。
- 1989年（平成元年）10月1日：くま川鉄道の駅となる[1][4]。
- 1990年（平成2年）4月1日：駅構内および留置線を再整備した「湯前駅レールウイング複合施設」が開設（駅のホーム、実質2面1線になる）。
- 1996年（平成8年）7月17日：JRバス日肥線廃止[5]。
- 2010年（平成22年）10月1日：無人化[6]。
- 2011年（平成23年）4月1日：再び有人化[7]。
- 2014年（平成26年）12月19日：本屋が登録有形文化財に登録[8]。
- 2024年（令和6年）11月27日：「湯前駅レールウイング複合施設」の老朽化により再整備[9]（駅のホームが1面1線になる）。

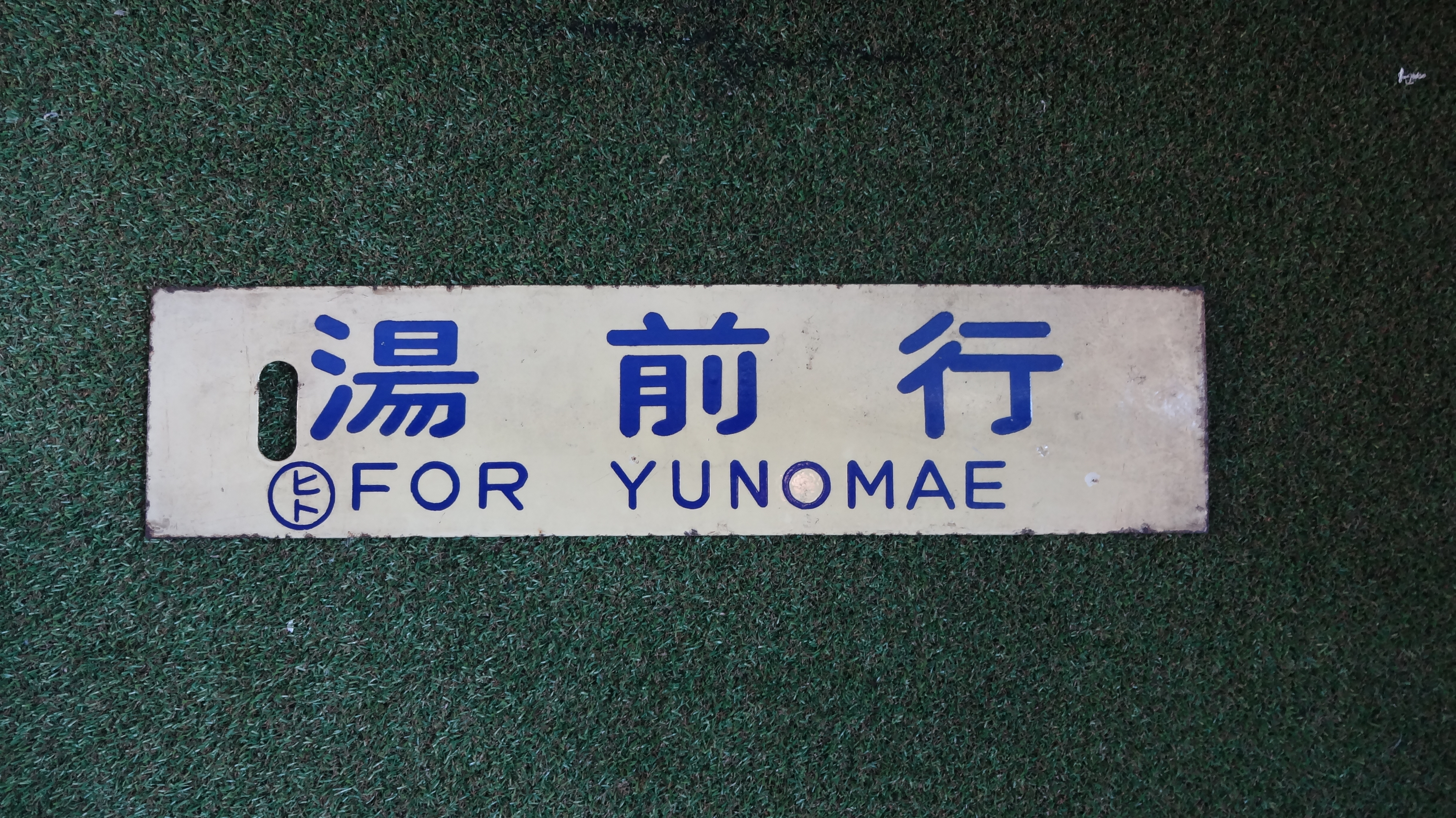
国鉄時代の「湯前行」サボ
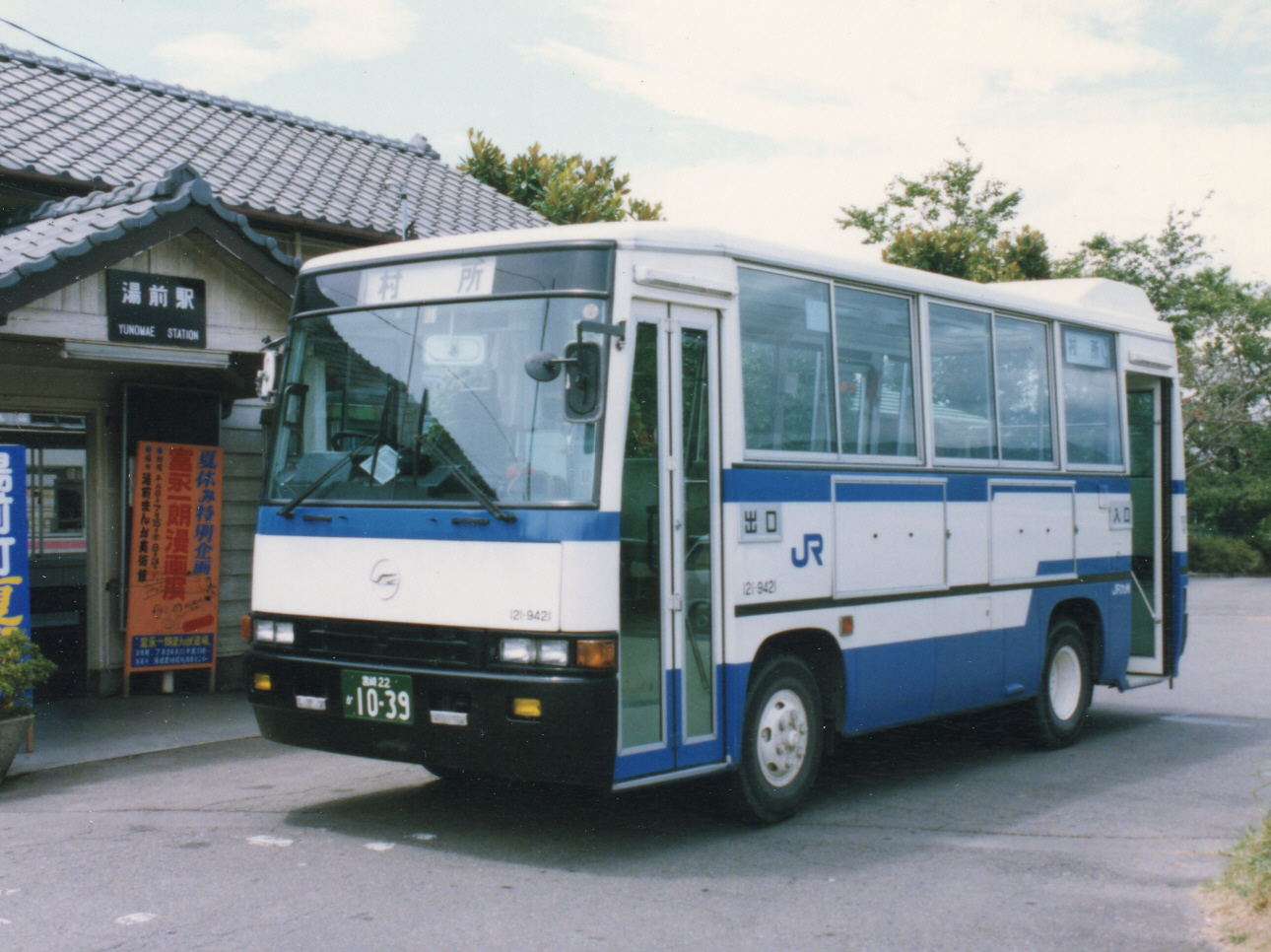
かつて運行していた「日肥線」という路線バス（JRバス）

## 駅構造
相対式ホーム1面1線の終着駅で、駅舎は北側にあり列車の乗降も北側のホームが使われている。2010年10月から無人駅となっていたが、2011年4月より再び有人化された。自動券売機設置。駅舎脇には公衆電話ボックスが設置されている。駅構内を「湯前駅レールウイング複合施設」としてイベント広場やアウトドア等の貸し出し等で使われている
なお、駅舎内にはトイレはない。トイレは（駅に）隣接するふれあい交流センター「湯～とぴあ」内にある。
夜間滞泊は行っていない。豪雨前は当駅止まりの最終列車は折り返しで人吉温泉行き最終列車となっていた。

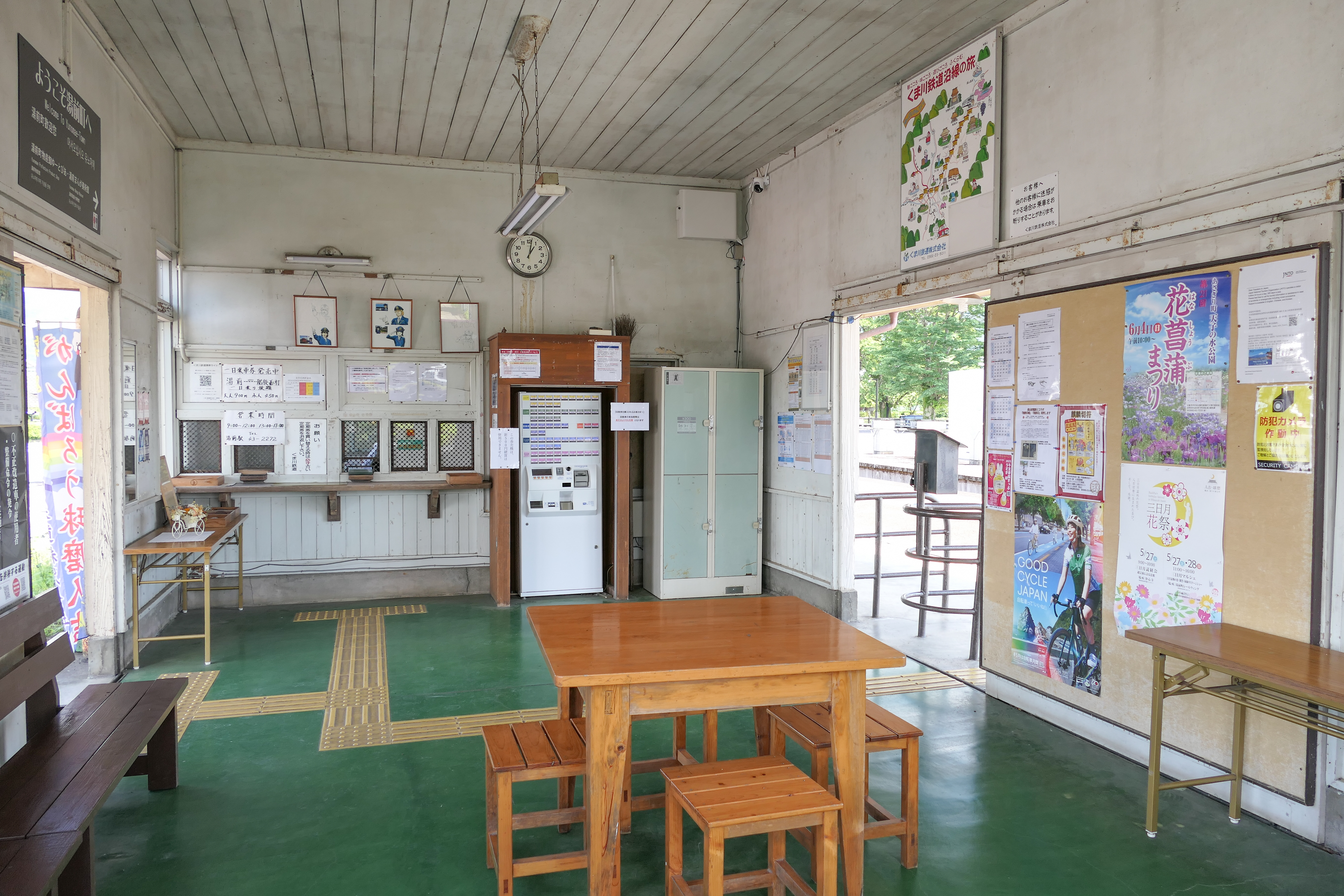
駅舎内（2023年5月）
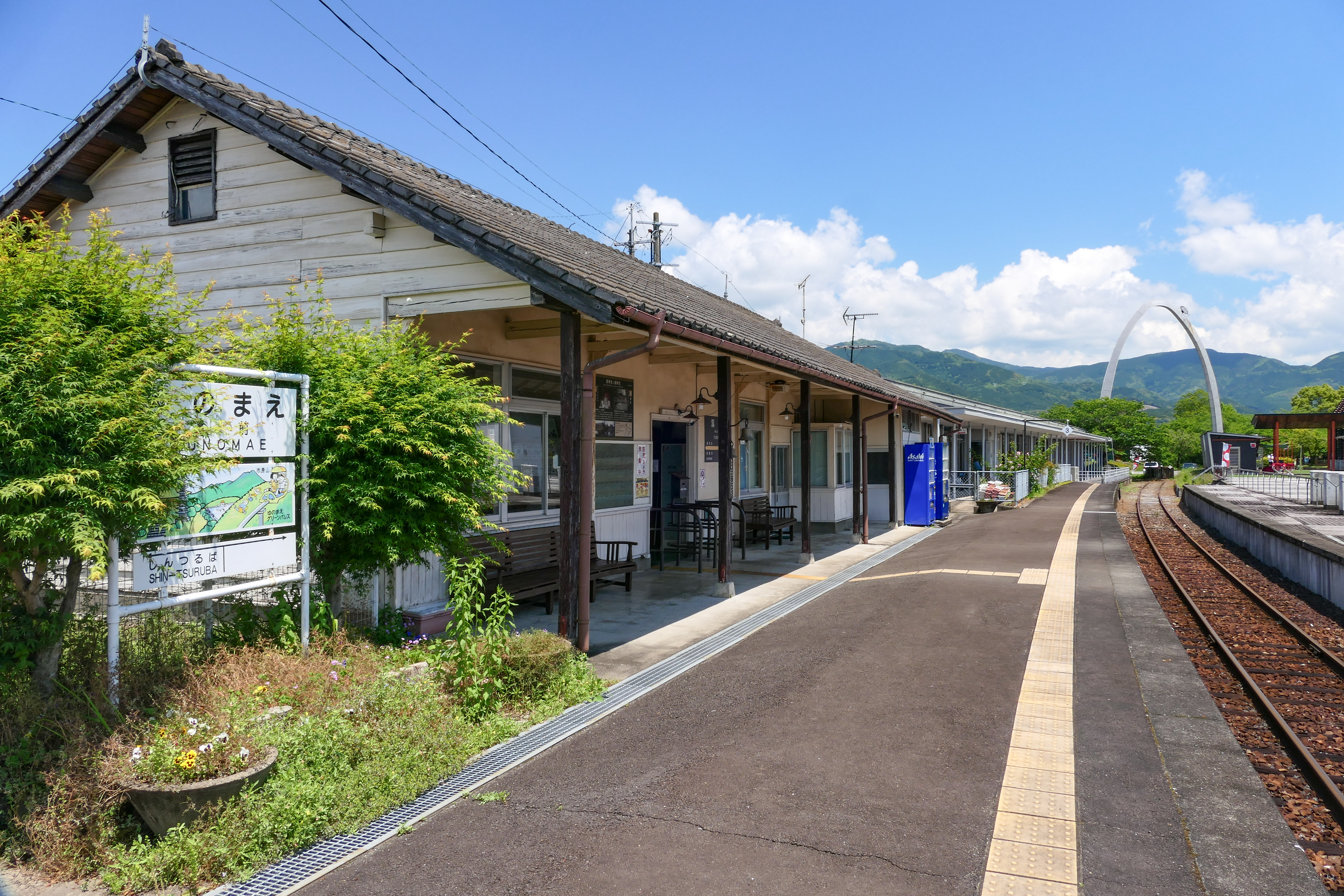
ホーム（2023年5月）
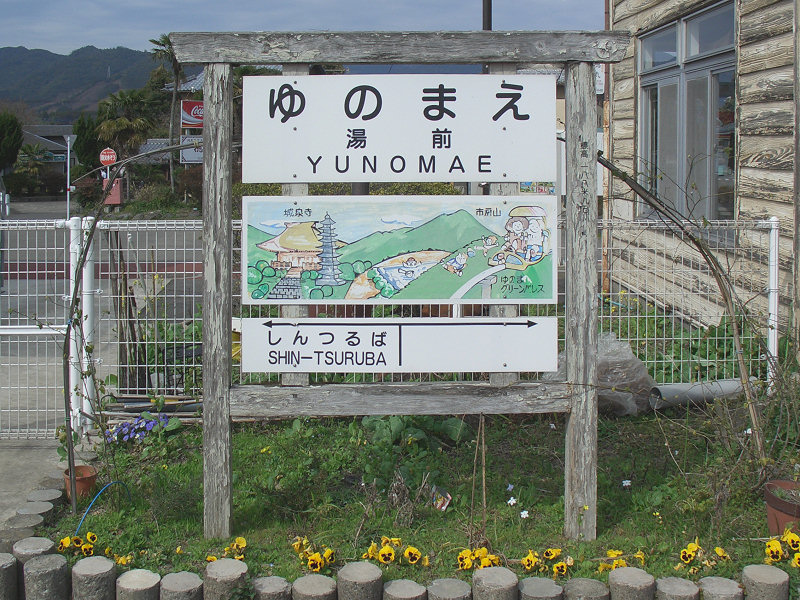
駅名標（2007年3月）

## 利用状況
1日の平均乗降人員は以下の通りである。
| 年度   | 一日平均 乗車人員 | 一日平均 乗降人員 |
| ------ | ----------------- | ----------------- |
| 2011年 | 209               | 415               |
| 2012年 | 199               | 395               |
| 2013年 | 210               | 417               |
| 2014年 | 194               | 403               |
| 2015年 | 185               | 383               |
| 2016年 |                   | 383               |
| 2017年 | 185               | 319               |
| 2018年 | 190               | 405               |

## 駅周辺
湯前町の中心部にあり、周辺には商店が散見される。なお多良木町や水上村の各一部も徒歩圏である。
- ふれあい交流センター「湯～とぴあ」 - 駅舎に隣接。こちらからもホームに入ることができる。
- 湯前町商工会館
- 湯前まんが美術館
- 国道219号
- 熊本県道43号錦湯前線
- 湯前郵便局
- 明導寺
- 湯前町役場
- 肥後銀行湯前支店
- 幸野溝

### バス路線
- 湯前駅ロータリー内に2か所バス停があり下記の通りの路線バスは発着している。

| 停留所名                                   | 運行事業者 | 行先                                                 | 備考       |
| 湯前駅舎側                                 | 湯前駅舎側 | 湯前駅舎側                                           | 湯前駅舎側 |
| ------------------------------------------ | --- | ---------------------------------------------------- | ---------- |
| 湯前駅                                     | 西米良村営バス | 湯前線：村所駅                                       |            |
| 駅前ロータリー（旧・県道湯前停車場線沿い） | |                                                      |            |
| 湯の前駅前                                 | |                                                      |            |
| 産交バス                                   | 市房登山口線：市房登山口（水上村役場経由） | 水上村役場にて古屋敷・柳原方面と接続（平日のみ運行） |            |
| 産交バス                                   | 市房登山口線：人吉駅前・人吉産交（球磨支援学校・球磨中央高校前・人吉医療センター経由）市房登山口線：人吉駅前・人吉産交（下多良木・球磨中央高校前・人吉医療センター経由） | 平日のみ「人吉医療センター」経由便運行               |            |
| 産交バス                                   | 湯前線：人吉駅前・人吉産交（球磨支援学校・木上小学校前経由）湯前線：人吉駅前・人吉産交（下多良木・木上小学校前経由）                                                     |                                                      |            |

## 隣の駅
くま川鉄道
■湯前線
新鶴羽駅（13） - 湯前駅（14）